# Дим у лісі
«Дим у лісі» — радянський дитячий пригодницький художній фільм за мотивами оповідання Аркадія Гайдара, дипломна робота режисера Євгена Карелова за участю режисера Юрія Чулюкіна. Фільм знятий з технічною підтримкою кіностудії «Мосфільм» на навчальній кіностудії ВДІКу в 1955 році.

## Сюжет
В основі сюжету однойменне оповідання Аркадія Гайдара, час дії якого перенесено на два десятиліття вперед. Невелике прикордонне селище. В районі діє зухвала група ворожих диверсантів. Вони підпалили ліс і збили рушничним вогнем літак, що спостерігав за ними. Пожежа загрожує перекинутися на великий завод і місцеві жителі виїхали на допомогу пожежним. Володя Курнаков, сусідський хлопчик, попросив Марію Сергіївну, дружину зниклого льотчика взяти його з собою на аеродром. На зворотній дорозі, під час аварійної зупинки Володя пішов пройтися лісом і заблукав. Проблукавши досить довго, він вийшов на галявину, де побачив літак, що впав. Поруч лежав поранений пілот, який послав хлопчика до прикордонників, пояснивши, в якому квадраті слід шукати паліїв.

## У ролях
- Геннадій Сайфулін —  Володя Курнаков
- Людмила Геника-Чиркова —  мати Володі
- Анатолій Берладін —  Василь Семенович Федосєєв, льотчик
- Л. Кузнецова —  Марія Сергіївна, дружина льотчика Федосєєва, мати Фені
- Ірина Лузанова —  Феня, дочка льотчика Федосєєва і Марії Сергіївни
- Г. Ільїн —  начальник прикордонної застави
- С. Нефьодов —  командир льотного полку
- Ю. Попов —  диверсант
- Борис Камчатов —  диверсант

## Знімальна група
- Автор сценарію: Микола Чуєв
- Режисери-постановники:  Євген Карелов,  Юрій Чулюкін
- Оператори-постановники: Володимир Мінаєв,  Ігор Черних
- Композитори:  Григорій Фрід,  Михайло Старокадомський
- Текст пісень: М. Александрович,  Вадим Коростильов